# One Wedding and a Funeral
One Wedding and a Funeral is de tiende aflevering van het zesde seizoen van het tienerdrama Beverly Hills, 90210, die voor het eerst werd uitgezonden op 8 november 1995.

## Verhaal
Tony heeft zijn lijfwacht opdracht gegeven om een aanslag te plegen op Dylan. De lijfwacht heeft twee huurmoordenaars ingehuurd voor deze klus, ze zullen dit uitvoeren als ze een inbraak in scène zetten. Als ze bij Dylans huis aankomen dan zien ze dat de vriendengroep Dylan en Toni meenemen voor hen vrijgezellenfeest. Nu moeten ze Tony inlichten dat het niet uitgevoerd kan worden. De vrouwelijke vrienden nemen Toni mee voor haar avond en de mannen Dylan. De mannen hebben een rustig feestje gepland, alcoholvrij drinken en een potje kaarten, Dylan verveelt zich een beetje. De vrouwen echter gaan helemaal los, drank, sigaren en mannelijke strippers en Toni heeft haar avond van haar leven. Op de trouwdag maken Toni en Dylan zich op, Toni logeert in het strandappartement en Dylan is gewoon in zijn huis. Dylan wordt bijgestaan door zijn getuige Brandon die hem helpt bij het aankleden. Toni wordt bijgestaan door Donna, Kelly en Clare. De vader Tony belt aan en wil zijn dochter spreken, eerst speelt hij mooi weer en geeft haar een bijbel die haar moeder ook had toen zij trouwde. Maar daarna wordt hij agressiever en vraagt Toni met klem om het huwelijk te stoppen. Toni zegt nee en vraagt hem blij voor haar te zijn, hij verlaat teleurgesteld het huis. Het huwelijk wordt voltrokken op een prachtige locatie aan zee, alleen Bruno en Brandon zijn daarbij aanwezig. Na het huwelijk komen de rest van de vrienden het paar feliciteren. De volgende dag worden ze ’s middags verrast met een diner aangeboden door hun vrienden. Dan belt Tony met een verzoek of Dylan langs kan komen voor een cadeau, hij belooft te komen. Toni komt tot de ontdekking dat hun kat weg is en wil gaan zoeken. Dylan gaat voor haar zoeken en vraagt Toni om naar haar vader te gaan voor het cadeau. Ondertussen komt Bruno erachter dat Tony een aanslag heeft gepland als Dylan naar hem toe komt en wil Dylan waarschuwen. Dylan heeft de telefoon van de haak gelegd dus is niet te bereiken. Bruno belt nu naar Brandon en ligt hem in, Brandon gaat meteen naar Dylan toe. Als hij daar aankomt dan is Toni al weg en ze rijden samen haar achterna. Ze komen te laat want ze hebben de auto onder vuur genomen in een hinderlaag en daarbij is Toni overleden. Dylan neemt haar in zijn armen en is helemaal overstuur. Op haar begrafenis is iedereen ontdaan, Dylan is nog in shock. Na de ceremonie komen Dylan en Tony elkaar tegen. Tony geeft Dylan een pistool en vraagt hem te schieten omdat hij niet verder kan leven zonder zijn dochter. Dylan weigert en zegt dat ze nu gelijkstaan omdat Tony eerst Dylans vader heeft vermoord en nu zijn eigen dochter. Als Dylan weer in zijn huis is dan wordt hij overmand door emoties en pakt zijn spullen in een zak en besluit weg te gaan. Als hij afscheid neemt van Brandon dan vraagt Dylan aan hem om zijn huis af te sluiten en zegt dat hij niet weet of hij terugkomt.
Ray zoekt Donna op met de vraag of hij met haar kan praten. Donna stuurt hem weg en Ray waarschuwt haar dat ze moet luisteren anders zal het haar spijten. Donna krijgt steeds meer interesse in Joe. Joe vertelt haar dat hij ooit bijna getrouwd is met zijn vriendin van de middelbare school, ze groeide uit elkaar en zijn elkaar uit het oog verloren.
Brandon vertelt aan Susan dat hij zich best eenzaam voelt nu Dylan getrouwd is en gaat verhuizen. Eerst ging zijn zus Brenda weg daarna Andrea en ineens zijn ouders. Nu gaat zijn beste vriend ook weg.

## Rolverdeling
- Jason Priestley - Brandon Walsh
- Jennie Garth - Kelly Taylor
- Ian Ziering - Steve Sanders
- Luke Perry - Dylan McKay
- Brian Austin Green - David Silver
- Tori Spelling - Donna Martin
- Tiffani Thiessen - Valerie Malone
- Joe E. Tata - Nat Bussichio
- Kathleen Robertson - Clare Arnold
- Jamie Walters - Ray Pruit
- Jason Wiles - Colin Robbins
- Emma Caulfield - Susan Keats
- Rebecca Gayheart - Toni Marchette
- Stanley Kamel - Tony Marchette
- Cameron Bancroft - Joe Bradley
- Cliff Weissman - Bruno